# PortAventura Park
O PortAventura Park é um parque temático, inserido numa estância turística PortAventura World. É o maior da Europa, e situa-se em Salou, Catalunha, Espanha, a uma hora de distância de Barcelona e a 15 minutos do Aeroporto de Reus. A sua construção foi um esforço partilhado pelo grupo Tussauds, pela empresa Anheuser-Busch e pela La Caixa.

## História
Apesar de o parque ter sido inaugurado em 1995, foi em 1998 que este conheceu a sua época dourada. Nesse ano a Universal Studios assumiu a gerência do Port Aventura ao comprar grande parte das suas acções. Foi durante esta época que o parque começou a ter mais projecção, tornando-se num destino muito procurado por pessoas de todo o mundo. Com este aumento na afluência de turistas, a gerência apostou na construção de dois hotéis, em 2002: o El Paso, de inspiração mexicana, e o Hotel Port Aventura, de inspiração mediterrânica. Em 2002 a Universal fez mais um investimento, construindo um parque aquático acopolado ao já existente parque temático. Inicialmente denominado Costa Caribe, actualmente o parque tem o nome de Caribe Aquatic Park.
Em 2004, a Universal juntou-se com a NBC Universal, formando a NBCUniversal (companhia onde está agora inserida a Universal Studios). Durante o “merger” está vendeu todas as acções que detinha do parque. O nome foi mudado, uma vez mais, para PortAventura, retirando o espaço entre os dois nomes. Desde 2005 e até a 2012, foi gerido pela companhia bancária espanhola La Caixa. Em 2012, foi vendido pela companhia bancária e adquirida pela empresa americana de investimentos KKR e a empresa italiana Investindustrial, que também gere o Resort.

## Organização do parque
O Port Aventura está dividido em seis zonas temáticas distintas, que pretendem representar cinco locais diferentes do mundo e Sesame Street
- Mediterranea (Mediterrâneo)
- Polynesia (Polinésia)
- Far West
- México
- China
- SésamoAventura

## Mediterrània

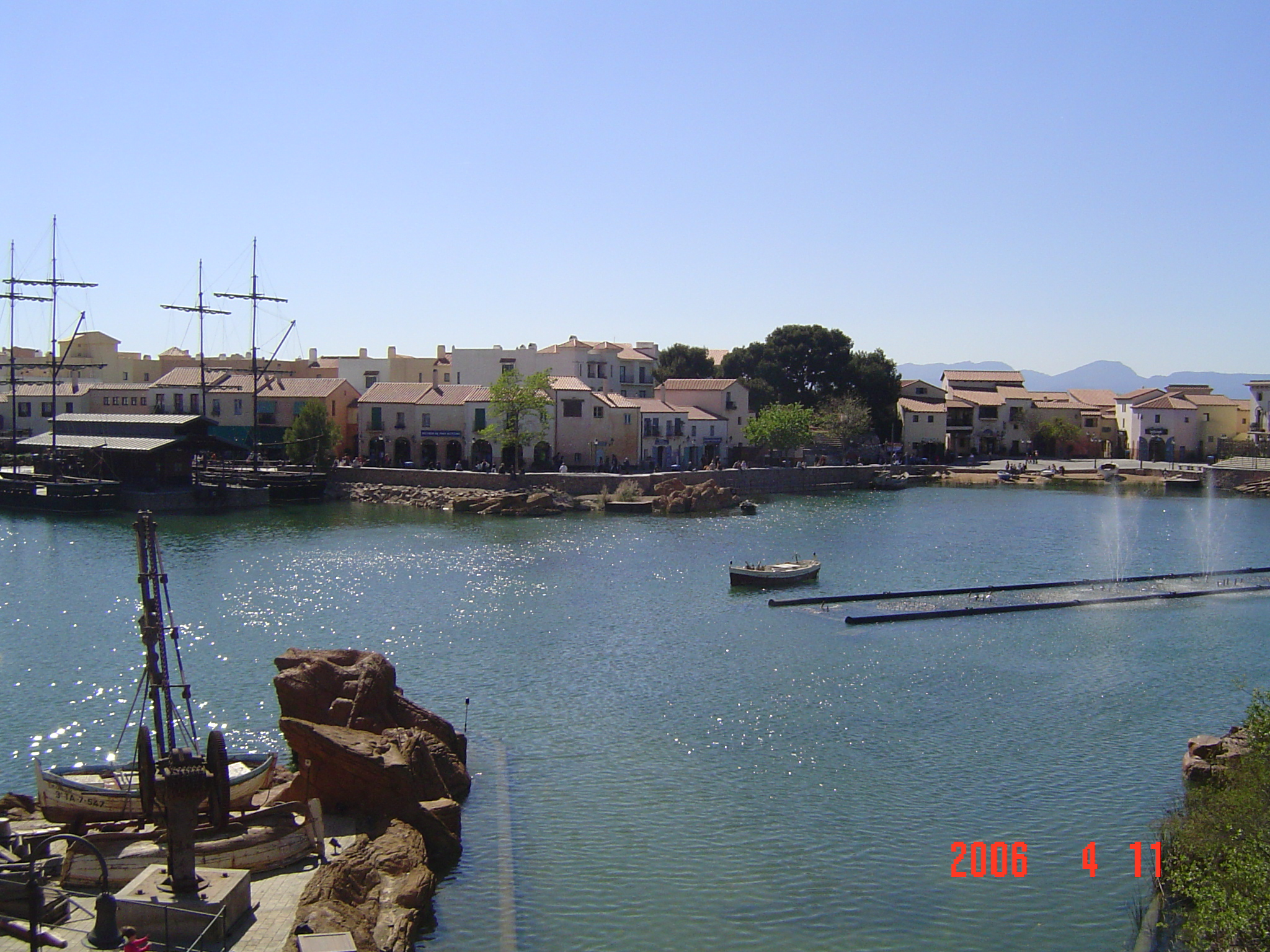
Lago da Mediterranea.

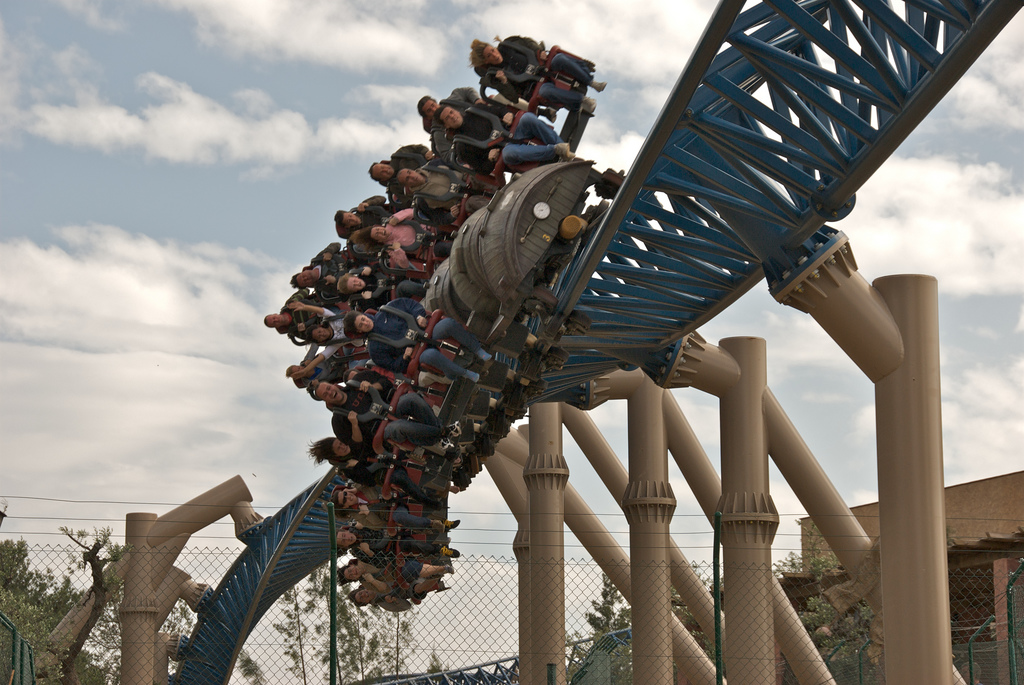
Furius Baco

Trata-se da primeira zona do parque temático, por onde entram os visitantes. A sua arquitectura e decoração pretendem representar uma pequena aldeia de pescadores típica do Mediterrâneo.
É na Mediterranea que se situam grande parte das lojas do parque, sendo que só possui uma montanha-russa e dois meios de transporte.

### Atracções
- Furius Baco - Esta montanha-russa está aberta ao público desde 6 de Junho de 2007; no entanto, só um dia depois, a 7 de Junho, se deu a cerimónia de inauguração, que contou com a presença do piloto italiano Valentino Rossi. A sua construção esteve a cargo da empresa Intamin AG. É a mais rápida da Europa, atingindo os 135 km/h (83.9 mph) em 3.5 segundos. É dotada de 3 carros, cada um com capacidade para 24 pessoas. Os assentos estão paralelos há via, e não sobre ela; assim, os passageiros circulam como que suspensos, sem qualquer apoio para os pés. O trajecto seguido pela montanha-russa tem forma de oito, demora 55 segundos a ser percorrido e conta apenas com uma inversão. Os passageiros experimentam forças G na ordem dos 4.7.

### Espectáculos
- Acquamusic - um show que combina efeitos pirotécnicos com efeitos aquáticos realizados pelas fontes instaladas no lago da Mediterranea. Realiza-se apenas durante a época baixa, quando o parque fecha às 19h00.
- Festaventura - pode ser visto apenas na época alta, em Julho e Agosto. Tendo lugar também no lago, combina fogo de artifício com música e figuras gigantescas que flutuam nas águas. Foi considerado pela Theme Entertainment Association como o melhor espectáculo temático realizado ao vivo do mundo.

### Transporte
- Port de la Drassana - Aqui é possível apanhar um barco que leva os visitantes até ao Waitian Port, na zona da China.
- Estació del Nord - Comboio que leva os passageiros até à estação de Penitence, no Far West.

## Polynesia

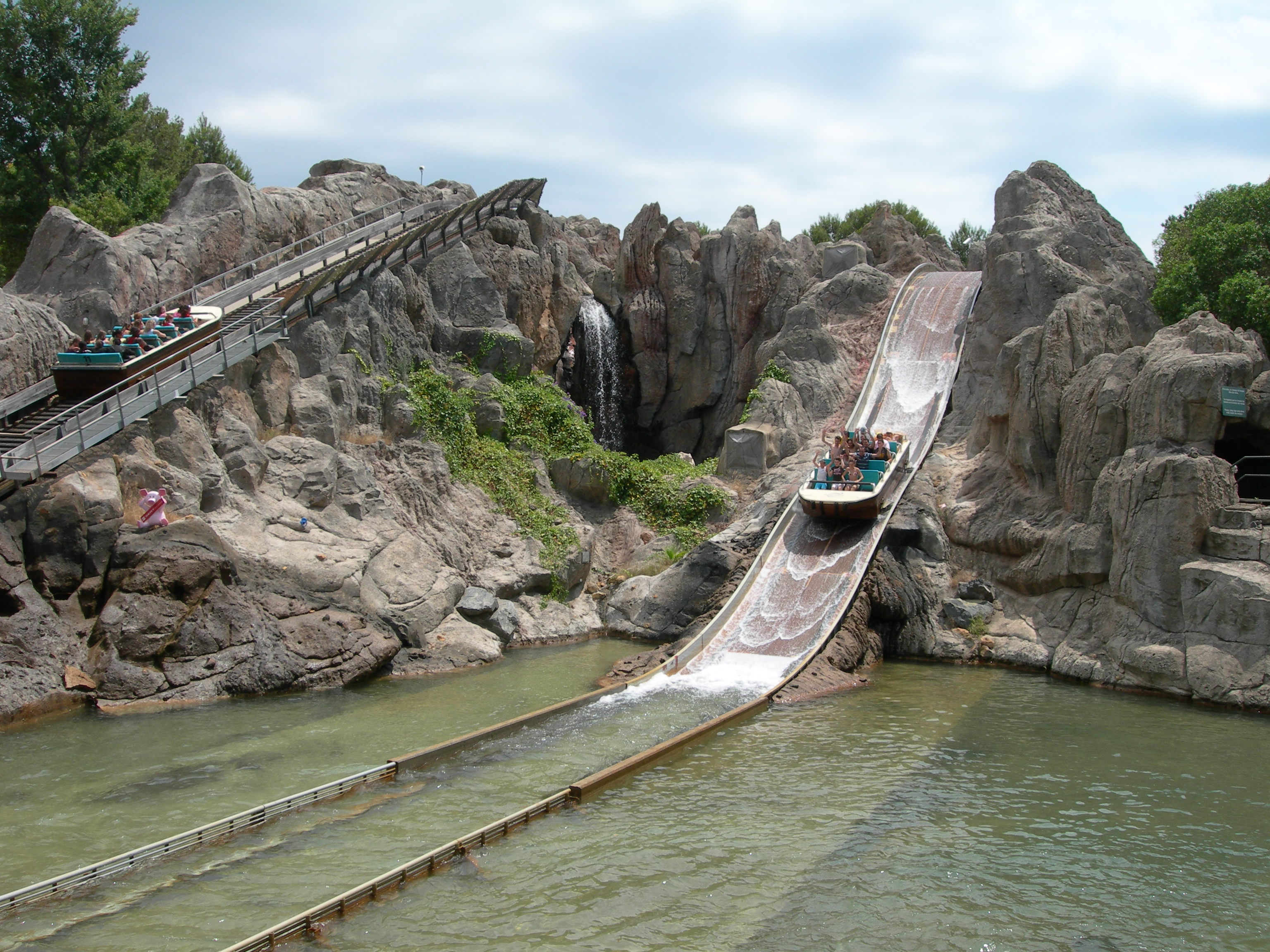
Tutuki Splash

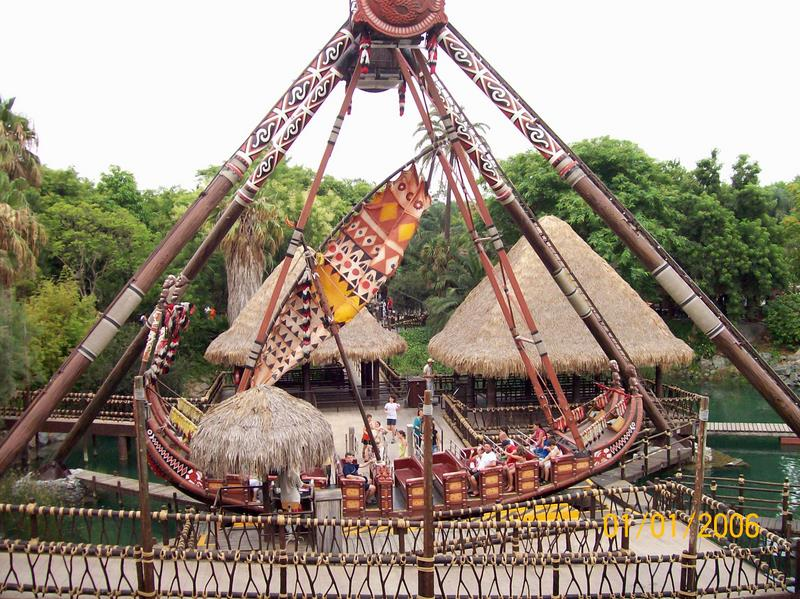
Kon-Tiki Wave

Esta zona é caracterizada por ter imensa vegetação, retratando as selvas da Polinésia.

### Atracções
- Tutuki Splash - Esta é uma atracção aquática, aberta desde 1 de Maio de 1995. O percurso tem duas subidas, duas descidas (sendo a segunda a maior) e dois túneis, num total de 440 metros de extensão que levam 5 minutos e 15 segundos a serem percorridos. Os barcos podem transportar até 20 pessoas, em 4 filas de 5 lugares cada, e atingem a velocidade máxima de 56 km/h (35 mph). Os visitantes podem optar pelo uso de uma capa impermeável (comprada no parque). O Tutuki Spalsh fecha na época natalícia, para efeitos de manutenção.
- Kon Tiki Wave - Consiste num barco que se balança em arcos gradualmente maiores, até ficar perpendicular ao solo.
- Sea Odissey - Aberta em 1999, a Sea Odissey consiste num cinema de realidade virtual que lança os visitantes numa viagem pelo fundo dos oceanos. É dotada de som surround, bancos que se movem e outros efeitos especiais.
- Waikiki - Baloiços para as crianças.
- Loco-Loco Tiki - Atracção para crianças. Consiste numa plataforma com vários assentos que se eleva e baixa suavemente, ao estilo de uma roda gigante.
- Tami-Tami - Montanha-russa para crianças (onde também podem andar adultos). Abriu em Julho de 1998 e foi construída pela Vekoma. O seu único carro tem 16 lugares, atingindo a velocidade máxima de 35 km/h (22 mph). O percurso com 207 metros demora 45 segundos a ser percorrido, o que dá a montanha russa a capacidade de receber até 780 visitantes por hora.
- Canoes - Mini-canoas para crianças que circulam num percurso com algumas subidas e descidas. Pode dizer-se que é uma versão para os mais novos da atracção Silver River Flume, situada no Far West.

### Espectáculos

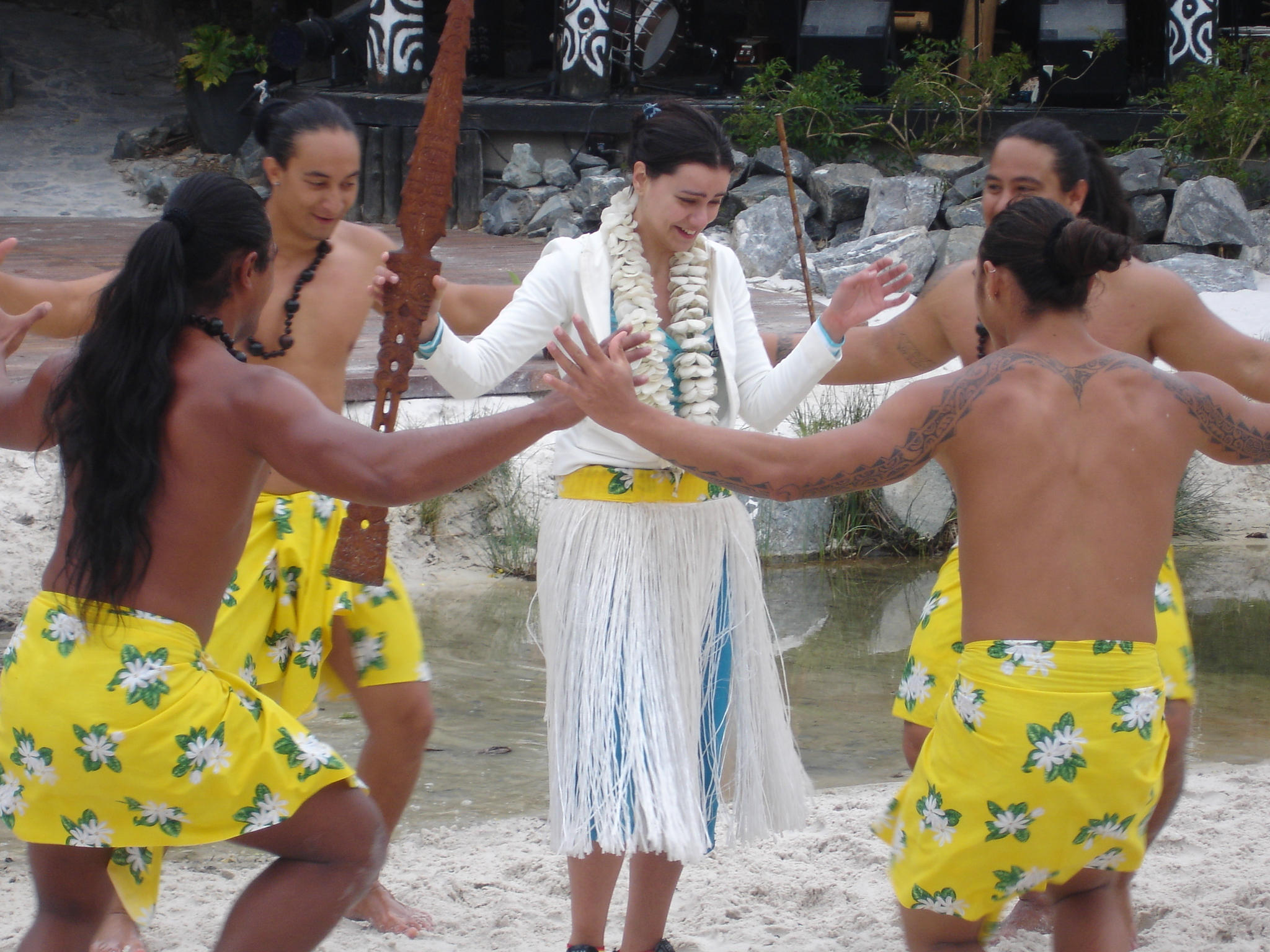
Aloha Tahití.

- Aloha Tahití - Este espectáculo é feito ao ar livre, numa pequena área que pretende representar uma praia. É um espectáculo de dança e música, onde dançarinos e dançarinas vestidos como índios executam danças aos estilo tribal. A música é tocada ao vivo. É usual, para acabar o espectáculo, que os dançarinos escolham uma ou duas pessoas do público para lhes ensinar as suas danças. O show tem a duração de 25 minutos e pode ser visto entre Março e Setembro.
- Aus del Paradís - Espectáculo onde os visitantes podem ficar a conhecer melhor várias espécies de pássaros exóticos: araras, papagaios, casuares, cacatuas... É também possível tirar uma foto com os pássaros. O espectáculo dura 25 minutos e tem lugar no teatro Makamanu.
- Pareos en Bora-Bora - Este show tem lugar no restaurante Bora-Bora. Os dançarinos e dançarinas vão demonstrando, ao longo de 25 minutos, as diversas maneiras de utilizar um pareo (ou sarong), enquanto dançam ao som da música tocada ao vivo. Pode ser visto entre Março e Setembro.
- Nits de Foc a Tahití - Realiza-se no mesmo local onde tem lugar o Aloha Tahití: no Teatro de la Playa. É um espectáculo nocturno, que mistura fogo, música, dança e acrobacias. Pode ser visto em Julho e Agosto e dura 25 minutos.
- Illa Buffet - Isla Buffet é uma peça de teatro que decorre ao ar livre, no teatro Mers do Sud. Conta-nos a história de dois náufragos que passam por imensas peripécias enquanto procuram comida na ilha onde encalharam. É representado por dois actores, com música e marionetas. Realiza-se em Junho e Julho.

## Far West

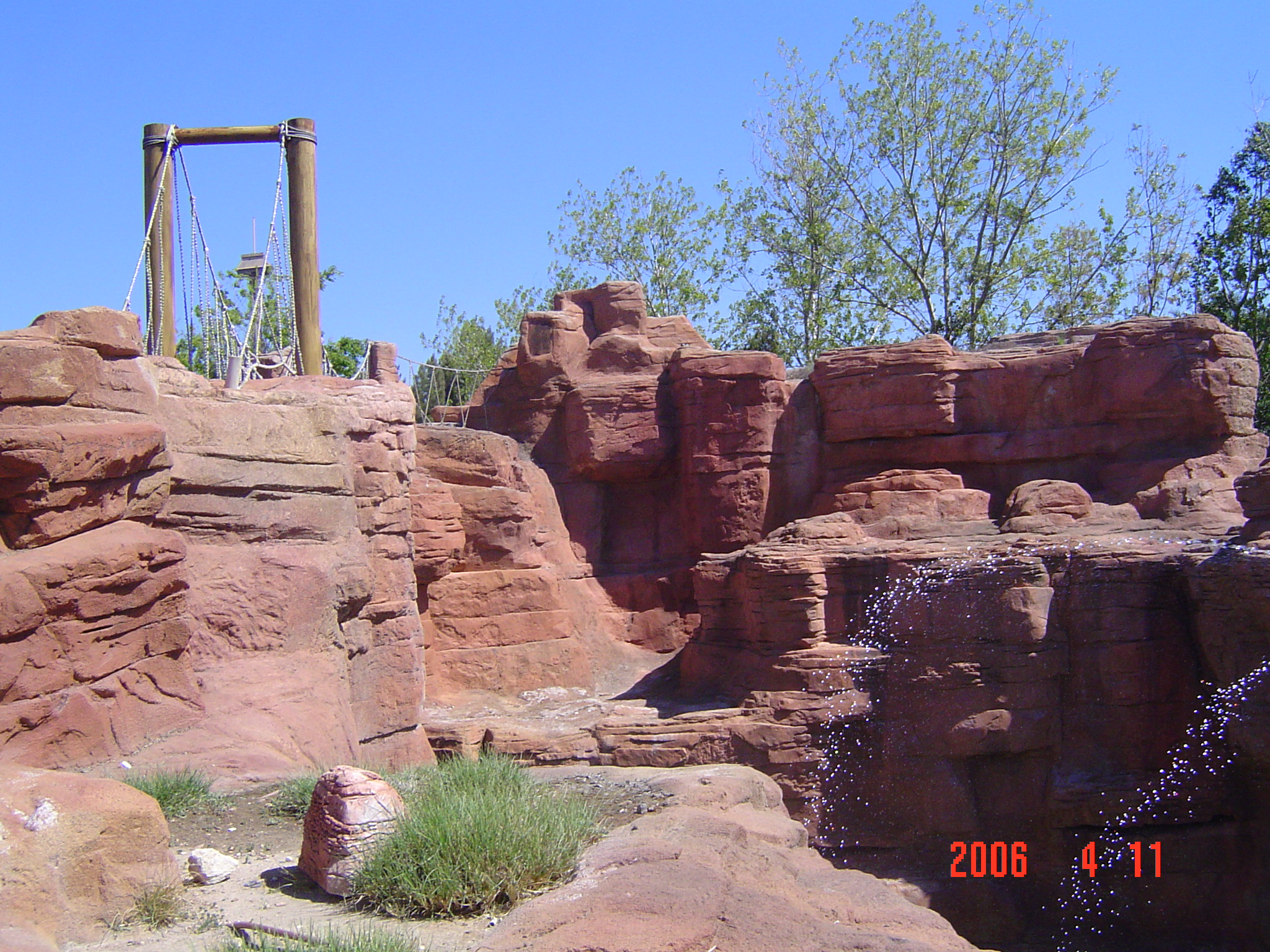
Paisagem da área do Far West.

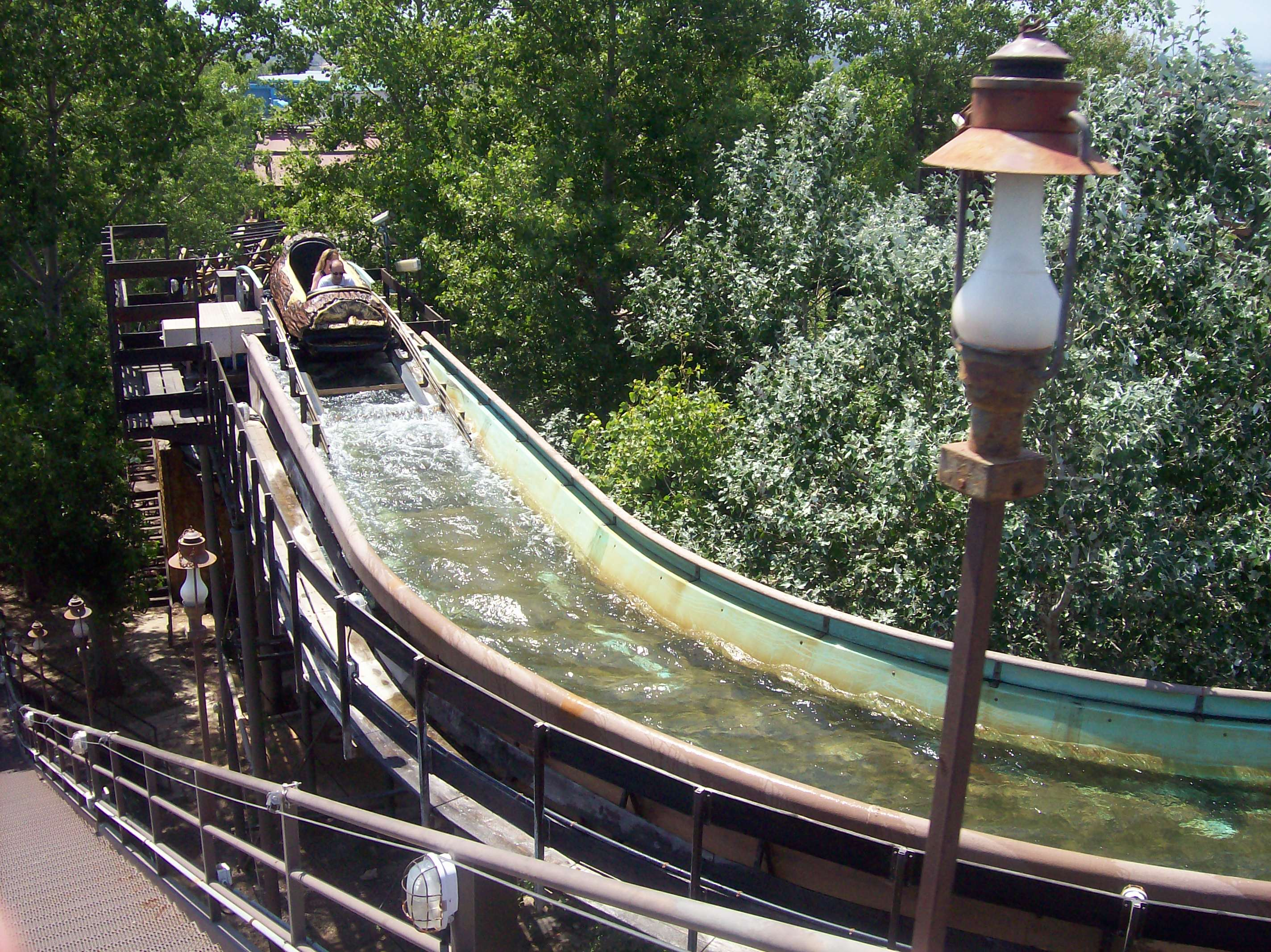
Silver River Flume

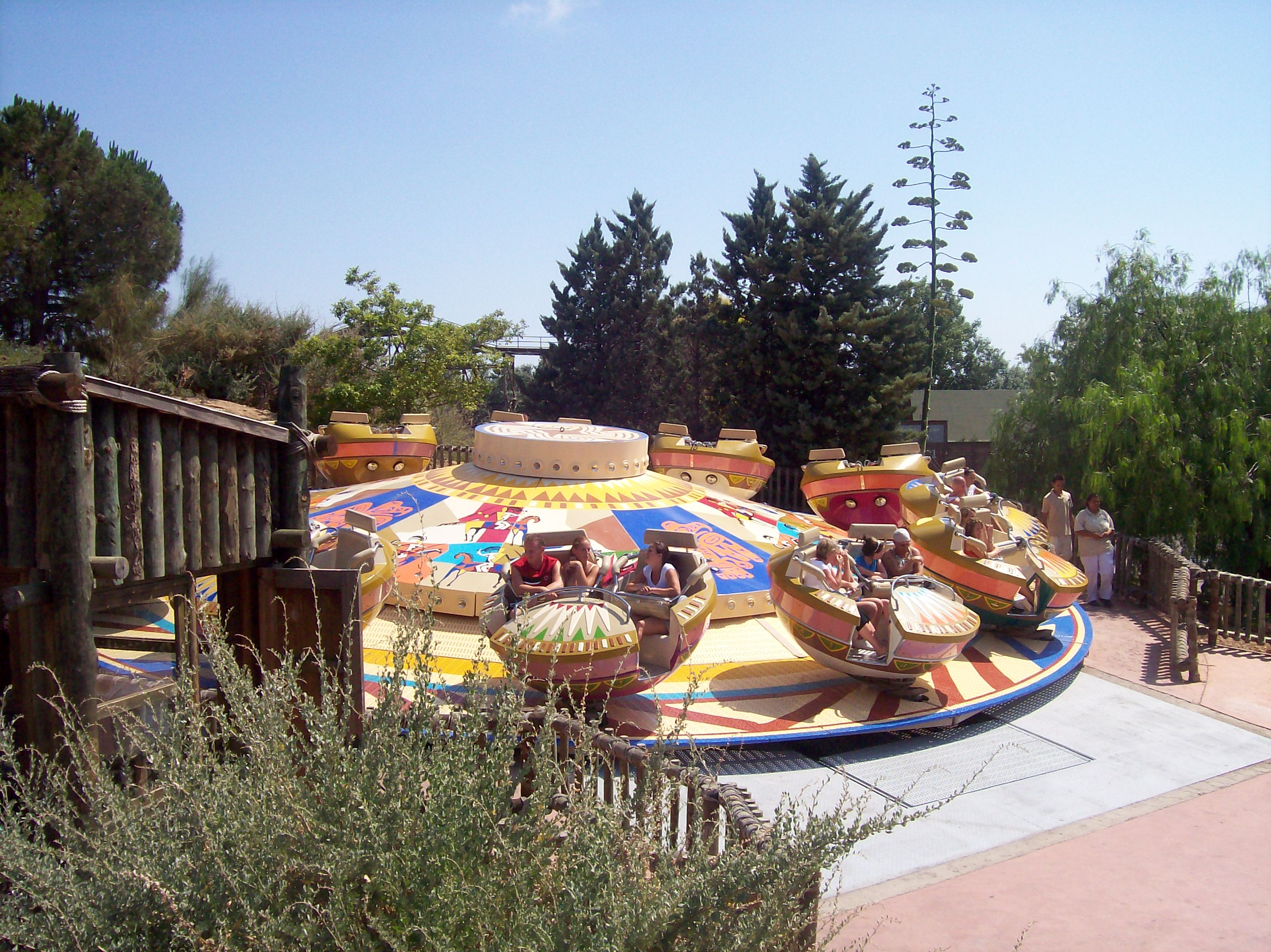
Volpaiute

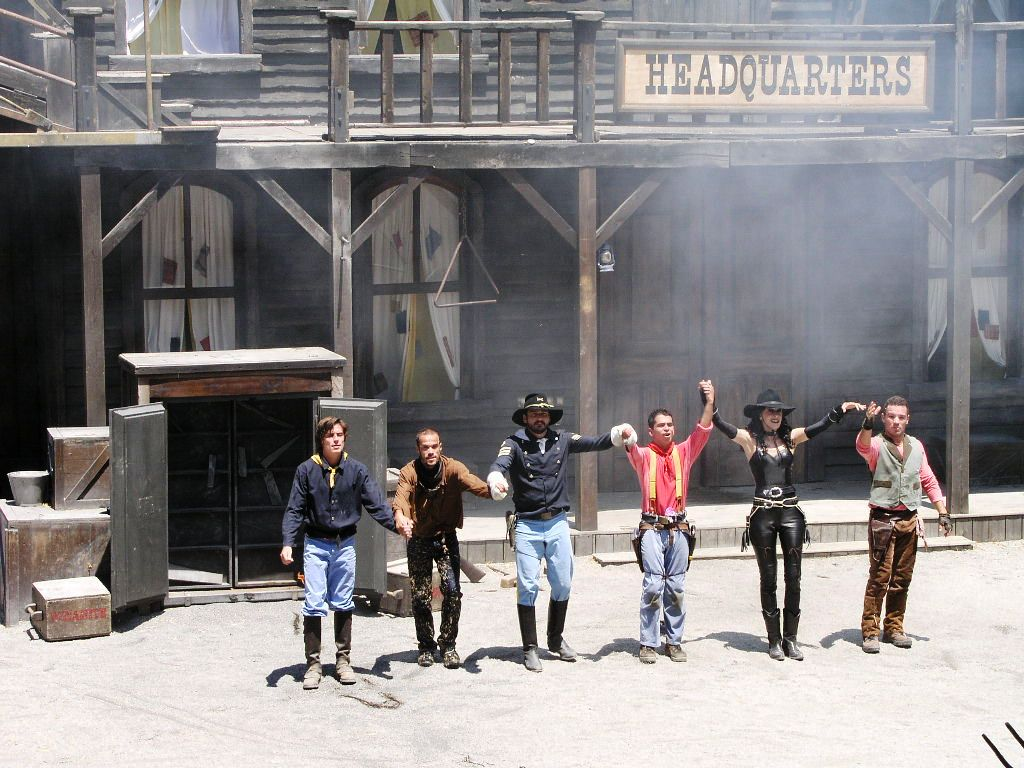
Actores do espectáculo Fort Frenzee do final de uma actuação.

Nesta área é possível viver o ambiente do antigo Far West, com os seus saloons e a paisagem desértica.

### Atracções
- Stampida - Esta montanha-russa de madeira foi aberta ao público a 17 de Março de 1997. Tem a particularida de ter não umas mas duas pistas, que são percorridas por dois carros aos mesmo tempo, como de uma corrida se tratasse. Os vistantes escolhem à entrada em qual dos carros irão andar: azul ou vermelho. Os dois carros saem paralelos da estação, mas separam-se a meio do percurso, cruzando-se pelo caminho para depois se reunirem antes do final do percurso. Cada carro tem 24 lugares, circulando a velocidades de 74 km/h (46 mph), demorando 1 minuto e 40 a completar o percurso.
- Grand Canyon Rapids - Vários botes circulares, com lugar para cerca de 10 pessoas, descem os rápidos do Far West, lançando os passageiros em vários remoinhos. No final do percurso existem algumas pistolas de água fixas com que os visitantes podem molhar os passageiros dos botes.
- Silver River Flume - Nesta atracção aquática, os visitantes circulam em troncos com capacidade para 5 pessoas cada. O percurso conta com 3 descidas (sendo a altura das mesmas progressivamente maior). Os passageiros podem optar por usar uma capa impermeável. No Natal e no Halloween, a atracção é fechada efeitos de manutenção.
- Wild Buffalos - Carrinhos de choque para jovens e adultos.
- Crazy Barrels - Vários barris giram sobre si mesmo a grande velocidade, subindo e descendo.
- Volpaiute - Grande disco redondo, com assentos, que gira e se eleva até ficar quase perpendicular ao solo.
- Tomahawk - Montanha-russa de madeira para crianças, que tem o seu trilho paralelo ao da Stampida.
- Laberint Blacksmith - Labirinto para crianças, onde têm a oportunidade de explorar todos os cantos da casa do ladrão Blacksmith.
- Carrousel - Carrosel giratóro típico, com diversas figuras (cavalos, carrinhos) para as crianças se sentarem.
- Buffalo Rodeo - Carrinhos de choque infantis.

### Espectáculos
- Fort Frenzee - Os actores representam uma história de cowboys com muitas acrobacias à mistura. O show dura 25 minutos e tem lugar no palco The Western Stunt Show. Pode ser visto entre Março e Setembro.
- The Can Can Show - Tem lugar no Long Branch Saloon (um dos restaurantes da zona). Enquanto almoçam, os visitantes podem apreciar um show de can-cans ao vivo. Pode ser visto entre Março e Setembro
- Maverick, El Tahúr - Espectáculo de ilusionismo e comédia, que tem lugar, entre Março e Setembro, no Maverick Theatre.
- Country Music - No restaurante The Old Steak House os visitantes podem ver este espectáculo de música ao vivo. Realiza-se entre Março e Setembro.
- Penitence Train Band - Enquanto os visitantes esperam pelo comboio em Penitence Station podem, por vezes, assistir ao concerto dado por esta banda.

### Transporte
- Penitence Station - Estação onde é possível apanhar um comboio que, dando a volta a todo o parque, termina a sua viagem na Estació del Nord, na Mediterranea.

## México

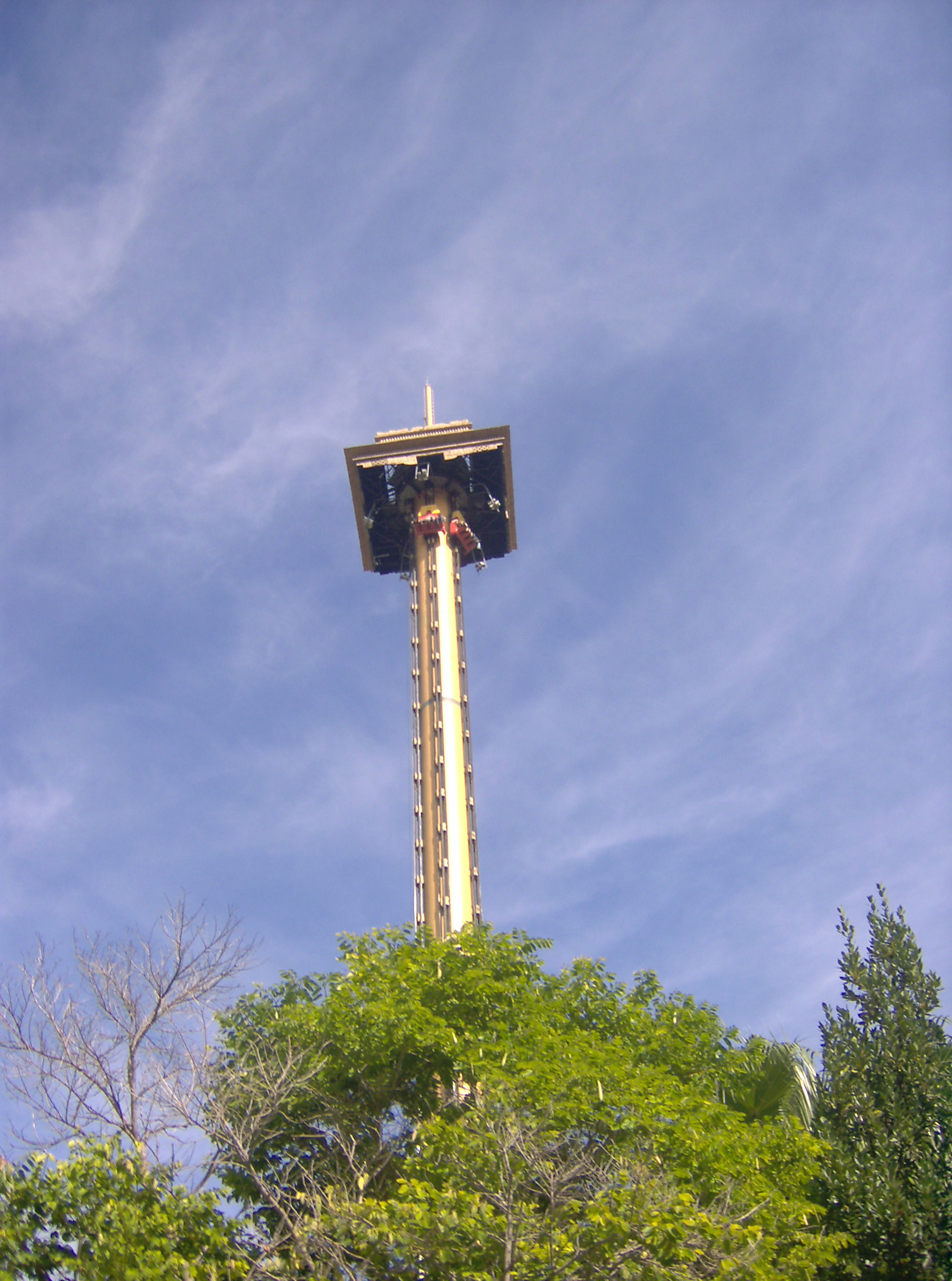
Hurakan Condor

Esta área transporta-nos até ao México tal como o conheceu a tribo dos Maias.

### Atracções
- Hurakan Condor - A torre de queda livre mais alta do mundo, com 100 metros de altura. Custou 6 milhões de euros e foi inaugurada a 20 de Maio de 2005. Os carros demoram 23 segundos a subir e apenas 3 a descer, atingindo os 115 km/h. Existem 5 carros disponíveis, sendo que os visitantes podem optar viajar na atracção de 3 maneiras: sentados, em pé ou inclinados para a frente. O Hurakan Condor tem a capacidade de receber até 850 pessoas por hora.
- El Diablo, Tren de la Mina - Esta montanha-russa foi inaugurada a 1 de Maio de 1995. O seu trilho cruza-se, em certos pontos, com a atracção Silver River Flume. Tem 970 metros de extensão, que são percorridos pelo único carro existente em 3 minutos e 20 segundos. O carro, de 34 lugares, atinge a velocidade máxima de 60 km/h.
- Yucatan - Esta atracção em forma de serpente enrolada gira em torno de si mesma enquanto sobe e desce sucessivamente a uma velocidade média.
- Serp Emplumada - Vários módulos cilíndricos rodam sobre si mesmos a grande velocidade, baixando e subindo sucessivamente.
- Els Cavallets - Atracção infantil. As crianças montam cavalos mecânicos que completam um pequeno percurso ovalado.
- Armadillos - Carrosel giratório para crianças. Cada carrinho tem lugar para dois.

### Espectáculos
- Temple del Foc - Atracção com muitos efeitos de fogo. Os visitantes entram no Templo del Fuego acompanhados de um intérpido explorador em busca de um tesouro. No entanto, o tesouro está amaldiçoado, e os deuses do fogo lançam a sua vingança sobre todos os que ousaram entrar.
- México en Vivo - Este espectáculo tem lugar no restaurante La Cantina e consiste num show de Mariachis ao vivo. Pode ser visto entre Março e Setembro.
- Ritmes d'Amèrica - Tendo lugar no Gran Teatro Maya, este é um espectáculo de danças exóticas, típicas de diversos cantos do mundo. Só se realiza em Julho e Agosto.

## China
Nesta área somos envolvidos pelo ambiente da China Imperial.

### Atracções

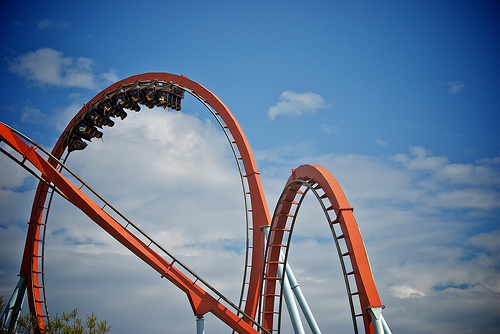
Um dos loopings da Dragon Khan.

- Dragon Khan - Esta montanha-russa foi inaugurada a 1 de Maio de 1995, época em que deteve o record do mundo para a montanha-russa com mais inversões - oito. O seu percurso tem 1270 metros de extensão, que os carros conseguem percorrer em 1 minuto e 45 segundos, atingindo velocidades de 105 km/h. A Dragon Khan está dotada de três carros com 28 lugares cada. Por estar situada numa parte elevada do parque, esta montanha-russa pode ser vista de praticamente todos os pontos do mesmo - bem como também é visível do Aeroporto de Reus e de alguns hóteis e estradas vizinhos. É uma das mais populares, se não a mais popular, atracção do parque.
- Fumanchú - Várias cadeiras suspesas de uma estrutura circular giram continuamente, subindo e descendo. Dão ao visitante a sensação de estar a voar.
- Cobra Imperial - Tem a forma de uma serpente que persegue a sua cauda. Gira continuamente, subindo e descendo a velocidade média.
- Tea Cups - A comum atracção das chávenas giratórias.
- Àrea Infantil - Parque de jogos para as crianças.

### Espectáculos
- China Town - Espectáculo de acrobacias, onde vários ginastas realizam diversos exerícios ao som da música. Tem lugar no Gran Teatre Imperial, entre Março e Setembro, e dura 20 minutos.
- Bubblebou - Show de 20 minutos onde um artista faz diversas bolhas de sabão. Realiza-se entre Março e Setembro.
- Xu Xop Xou - Teatro de marionetas para crianças, que tem lugar na Área Infantil. Pode ser visto entre Março e Setembro.
- Xian-Mei i el Petit Panda - Teatro de marionetas infantil que tem lugar no Waitian Port Theatre.
- Fantasia Màgica de Xina - Espectáculo de luz e sombras. Pode ser visto em Julho e Agosto no Temple Màgic Jing-Chou.

### Transporte
- Waitian Port - Aqui é possível apanhar um barco que levará os visitantes até ao Port de la Drassana, na Mediterranea.

## Animação de rua
Além de todas as atracções e espectáculos, o parque tem ainda algumas animações que podem ser consideradas "de rua". Estas não têm horário certo, podendo surpreender os visitantes a qualquer momento.

### Mediterranea e Polynesia

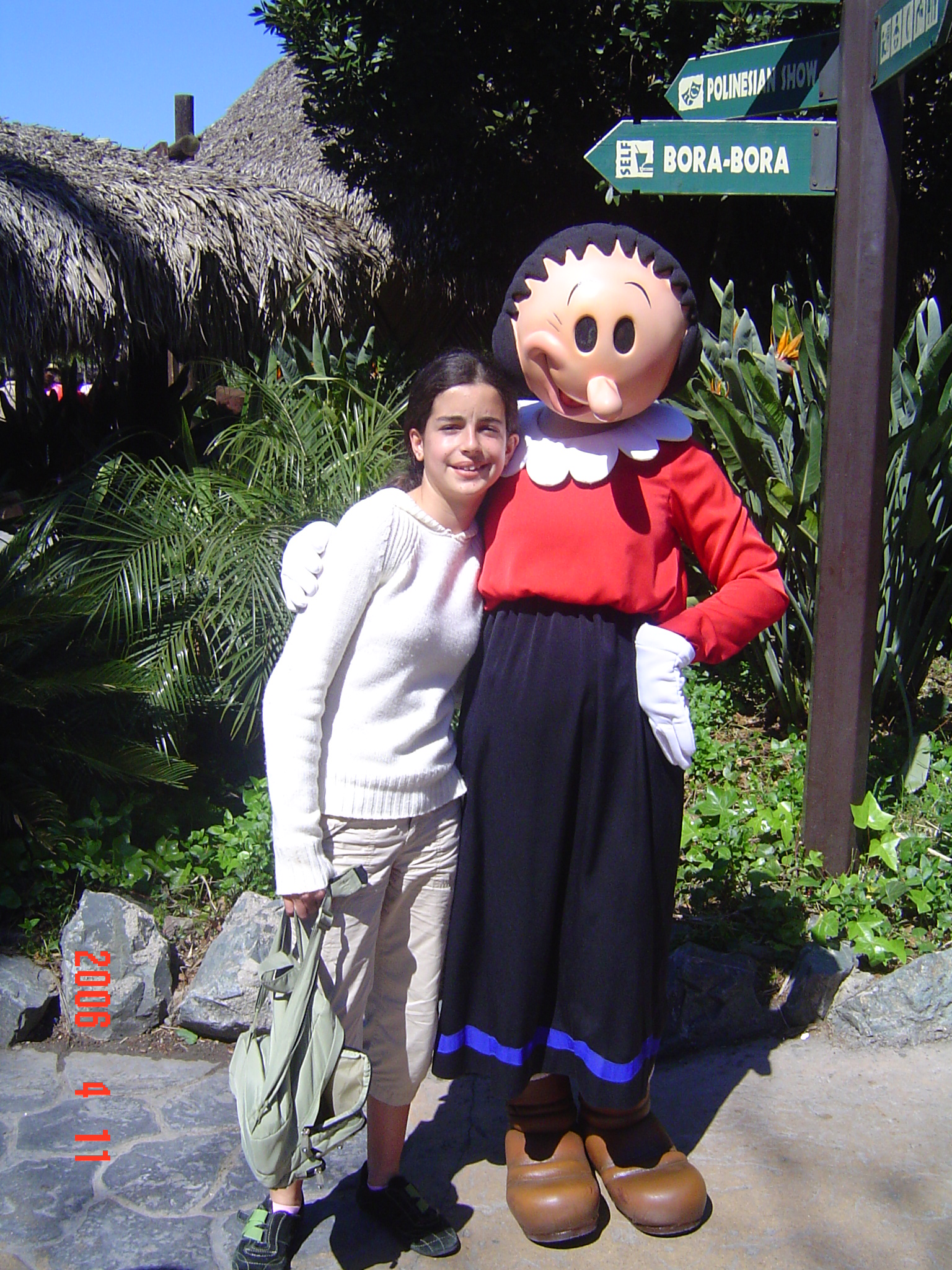
Os visitantes podem tirar fotos com alguns personagens do mundo da animação.

Nas duas áreas é possível encontrar, normalmente de manhã, algumas personagens do mundo Universal com quem os visitantes podem tirar fotos: Woody Woodpecker (a mascote do parque), Winnie Woodpecker, Betty Boop, a Pantera Cor-de-Rosa, Olivia Palito e Popeye.

### Far West
- O Sheriff e o Preso: roubos e perseguições têm lugar por todo o Far West.
- Zombies: pode ser visto apenas na temporada alta, às 22. Vários zombies passeiam-se pelo Far West, saidos das suas campas no cemitério de Penitence.
- O Padre: um padre do Far West percorre as ruas em busca de pecadores.
- O Jogador de Poker: uma cena matrimonial em Penitence que divertirá e molhará toda a família..
- O Duplo de...: personagem que sai inúmeras vezes do Saloon num coche.
- VULTRIX: Um animatronic que fará todos cantarem e dançarem no cemitério de Penitence.

### México
- El Carro de Lupita: uma boda inesperada que percorrerá todo o México.
- Os Soldados: estes soldados, já não totalmente sóbrios, estão encarregados de plantar um posto de controle.
- Os Varredores: aparentemente simples varredores do parque, estes homens farão música com as suas vassouras e caixotes.
- Zorro: todos os que passarem por ele serão marcados com um Z.
- O recém-nascido: uma mexicana dá à luz na porta do restaurante La Cantina.

### China
Também aqui é possível encontrar alguns personagens do mundo Universal.
- Acrobacias - os ginastas de China Town presenteiam os presentes com algumas acrobacias ao ar livre.